# Велика (Дервента)
Велика (серб. Велика, босн. Velika) — населенный пункт (деревня) в общине Дервента, который принадлежит энтитету Республике Сербской, Босния и Герцеговина. По результатам югославской переписи населения 1991 года в Великой проживало 213 человек.

## Население
В населении деревни преобладают мусульмане (боснийцы).
| 1991                           | - | - | - | - | - | - |
| ------------------------------ | - | - | - | - | - | - |
| 213                            | - | - | - | - | - | - |
| Гистограмма динамики населения |   |   |   |   |   |   |

### Национальный состав
1991 год:
- Сербы — 1 (0,46 %)
- Хорваты — 1 (0,46 %)
- Югославы — 4 (1,88 %)
- Мусульмане — 207 (97,18 %)
- Другие — 0 (0,00 %)